# Athlone
Athlone (em irlandês Baile Átha Luain, significando "vila no vau Luan") é uma cidade da Irlanda, situada no centro da ilha, a sul do Loch Ree, com 20.153 habitantes (2011). É a maior cidade do Condado de Westmeath. Possui um potente posto emissor. 
O coração da cidade tanto geográfica como economicamente é o castelo.
A história militar desta cidade remonta à antiguidade.  A sua localização à beira do vau do  rio Shannon e ainda por estar relativamente próximo de terrenos férteis, deram a esta cidade uma importância estratégica.  Foi ainda um lugar de disputas tribais.  Em 1001 Brian Bóruma trouxe o seu exército  de Kincora até a esta cidade.
Foi construída uma ponte sobre o rio Shannon no século XII e foi construído um forte para proteger a cidade por Turloch Mor O'Conor. 
Os maiores empregadores desta cidade são companhias multinacionais como a Ericsson (telemóveis ou celulares) e também firmas locais como a Elán.  A cidade  possui fábricas de plásticos (em particular de polímero), existindo mesmo nesta cidade um Instituto Tecnológico que faz curso sobre polímeros.